# Stagione di college football 1876
La Stagione di college football 1876 fu la ottava stagione di college football negli Stati Uniti. La stagione è segnata dall'accordo alla Massasoit House di Springfield, tra Harvard, Princeton e Columbia, per l'adozione delle regole che Harvard già utilizzava, derivate da quelle a sua volta utilizzate dalla canadese Università McGill. Yale, in disaccordo con le tre università sopra dette sul numero di giocatori in campo, decise di non aderire alla neonata Intercollegiate Football Association (IFA).
Le università ufficialmente partecipanti furono nove, a queste si aggiungono l'Università McGill e due selezioni di All-Star: Canada e Philadelphia, normalmente non conteggiate tra le squadre. Secondo l'Official NCAA Division I Football Records Book, Yale, imbattuta in virtù del suo 3-0 finale, risultò essere campione nazionale di quella stagione.

## Classifica finale
| Scuola                   | Conference V-S-P | Totale V-S-P |
| ------------------------ | ---------------- | ------------ |
| Yale                     | 3 - 0            | 3 - 0        |
| Rutgers                  | -                | 1 - 0        |
| Harvard                  | 1 - 1            | 3 - 1        |
| College of New Jersey    | 3 - 2            | 3 - 2        |
| Stevens Tech             | -                | 2 - 2 - 1    |
| Columbia                 | 0 - 2            | 2 - 3 - 1    |
| Pennsylvania             | 0 - 2            | 1 - 2        |
| New York University      | -                | 0 - 1        |
| City College of New York | -                | 0 - 1        |

## College esordienti
- Penn Quakers football